# 蜴狗母魚
蜴狗母魚，為輻鰭魚綱仙女魚目合齒魚亞目合齒魚科的其中一種，分布於東太平洋區，從墨西哥Guayamas至智利海域，棲息深度1-27公尺，體長可達20公分，為底棲性魚類，生活在沙底質、礫石底質海域，屬肉食性，生活習性不明。